# Juan Trippe
Juan Trippe (ur. 27 czerwca 1899 w Sea Bright, New Jersey, zm. 3 kwietnia 1981 w Nowym Jorku) – amerykański pionier transportu lotniczego, założyciel linii lotniczych Pan Am.
Był praprawnukiem Johna Trippe'a, kapitana okrętu USS „Vixen” (okrętu biorącego udział w I wojnie berberyjskiej). W 1921 ukończył studia na Uniwersytecie Yale i rozpoczął pracę na Wall Street. Szybko znudził się pracą i rozpoczął działalność w transporcie lotniczym, tworząc w 1926 linie lotnicze Colonial Air Transport (początkowo tylko do przewozu przesyłek, od 1929 także przewozy pasażerskie). Kolejną inwestycją Trippe'a było stworzenie Aviation Corporation of the Americas, mającej siedzibę na Florydzie, obsługującej połączenia z Karaibami, która stała się zalążkiem linii Pan American Airways. W latach 30 Trippe zakupił także chińskie linie lotnicze CNAC.
Trippe stał na czele rady dyrektorów Pan Am od utworzenia linii aż do 1968. Za jego kadencji nastąpił dynamiczny rozwój linii, jako jednego z najważniejszych przewoźników lotniczych świata a we flocie Pan Am znalazły się Boeing 707 (1958), obsługujący loty z Nowego Jorku do Paryża. W 1965 Pan Am były pierwszymi liniami lotniczymi, które zakupiły model Boeing 747. Po ustąpieniu z funkcji kierowniczych Trippe nadal uczestniczył w posiedzeniach zarządu.
W filmie Aviator (z 2004) w jego rolę wcielił się Alec Baldwin.